# Apomempsoides trispinosa
Apomempsoides trispinosa är en skalbaggsart som först beskrevs av Jordan 1894.  Apomempsoides trispinosa ingår i släktet Apomempsoides och familjen långhorningar.
Artens utbredningsområde är Gabon. Inga underarter finns listade i Catalogue of Life.